# Parlamentswahl in der Türkei 2023
- TİP: 4
- YSP: 61
- CHP: 169
- IYI: 43
- AKP: 268
- MHP: 50
- YRP: 5

Die Wahl zur 28. Großen Nationalversammlung der Türkei fand am 14. Mai 2023 gleichzeitig mit der Präsidentschaftswahl statt, um die 600 Mitglieder des nationalen Parlaments der Türkei zu bestimmen.

## Hintergründe
Zuletzt wurde das Parlament am 24. Juni 2018 gewählt, mit dem Ergebnis, dass die regierende AKP zwar ihre Mehrheit verlor, dies jedoch mit den Sitzen der MHP kompensieren konnte. Die größte Oppositionspartei CHP musste zwar ebenfalls einen Rückgang der Stimmen (von 2,6 Prozentpunkten) hinnehmen, konnte jedoch durch das Parlament, welches um 50 Sitze erweitert wurde, zwölf zusätzliche Abgeordnete für sich gewinnen. Die zuvor neu gegründete IYI schaffte ebenso den Einzug ins Parlament, wie die HDP (die sich – im Gegensatz zur IYI – in keinerlei Bündnis befand).
Am 13. September 2019 gab der ehemalige Ministerpräsident und AKP-Vorsitzende Ahmet Davutoğlu seinen Austritt aus der AKP bekannt. Genau drei Monate später wurde die Zukunftspartei (GP) gegründet, deren Vorsitzender Davutoğlu ist. Im März 2020 gründete Ali Babacan, unter anderem stellvertretender Ministerpräsident und Wirtschaftsminister in AKP-Regierungen, die Partei für Demokratie und Fortschritt (DEVA).
Am 17. Mai 2021 gründete der ehemalige CHP-Abgeordnete Muharrem İnce, der bei den Präsidentschaftswahlen 2018 CHP-Kandidat war, die Memleket Partisi, der drei Abgeordnete des Türkischen Parlaments beitraten.
Eine Abspaltung der IYI-Partei erfolgte am 26. August 2021, als Ümit Özdağ die Siegespartei (ZP) gründete.
Am 31. März 2022 wurde die Sperrklausel von 10 % auf 7 % gesenkt. Teile dieser Änderungen des Wahlgesetzes betreffen auch Wahlbündnisse: Wurden zuvor Sitze im Parlament nach erhaltenem Stimmenanteil des Bündnisses bestimmt, werden sie von nun an anhand der Prozentsätze der jeweiligen Parteien errungen, was kleineren Parteien einen Einzug ins Parlament bzw. die Teilnahme an einem Wahlbündnis erschwert.
Im Februar 2023 ereigneten sich im Südosten der Türkei und in Teilen Syriens zwei starke Erdbeben und hunderte Nachbeben, bei denen über 45.000 Menschen starben. Diesbezüglich wurde diskutiert, ob es nun einen Abstimmungswandel in der Bevölkerung geben könne. Innerhalb der Regierungspartei AKP wurde über eine Verschiebung der Wahlen nachgedacht.
Am 10. März 2023 wurden die vorgezogenen Wahlen für den 14. Mai 2023 von Präsident Erdoğan per Dekret verkündet.

## Teilnehmende Parteien
Laut Hohem Wahlausschuss (YSK) wären 36 Parteien dazu berechtigt gewesen, um an der Parlamentswahl teilzunehmen. Letztendlich werden 24 Parteien zusätzlich zu unabhängigen Kandidaten teilnehmen.
| Wahlbündnis               | Parteiname                 | offizielle Abkürzung | Vorsitzende(r)                        |
| ------------------------- | -------------------------- | -------------------- | ------------------------------------- |
| –                         | Millet Partisi             | MİLLET               | Cuma Nacar                            |
| –                         | Hak ve Özgürlükler Partisi | HAK-PAR              | Düzgün Kaplan                         |
| Sosyalist Güç Birliği     | Türkiye Komünist Partisi   | TKP                  | Ali Rıza Aydın                        |
| Sosyalist Güç Birliği     | Türkiye Komünist Hareketi  | TKH                  | Aysel Tekerek                         |
| Sosyalist Güç Birliği     | Sol Parti                  | SOL                  | Önder İşleyen                         |
| –                         | Genç Parti                 | GENÇPARTİ            | Hakan Uzan                            |
| –                         | Memleket Partisi           | MEMLEKET             | Muharrem İnce                         |
| Volksallianz              | Büyük Birlik Partisi       | BBP                  | Mustafa Destici                       |
| Volksallianz              | Adalet ve Kalkınma Partisi | AK Parti             | Recep Tayyip Erdoğan                  |
| Volksallianz              | Yeniden Refah Partisi      | YRP                  | Fatih Erbakan                         |
| Volksallianz              | Milliyetçi Hareket Partisi | MHP                  | Devlet Bahçeli                        |
| Emek ve Özgürlük İttifakı | Yeşil Sol Parti            | YSP                  | Çiğdem Kılıçgün Uçar und İbrahim Akın |
| Emek ve Özgürlük İttifakı | Türkiye İşçi Partisi       | TİP                  | Erkan Baş                             |
| –                         | Adalet Birlik Partisi      | AB PARTİ             | İrfan Uzun                            |
| –                         | Anavatan Partisi           | ANAP                 | İbrahim Çelebi                        |
| –                         | Yenilik Partisi            | YP                   | Öztürk Yılmaz                         |
| –                         | Halkın Kurtuluş Partisi    | HKP                  | Nurullah Ankut                        |
| –                         | Milli Yol Partisi          | MİLLİ YOL            | Remzi Çayır                           |
| –                         | Vatan Partisi              | VP                   | Doğu Perinçek                         |
| –                         | Güç Birliği Partisi        | GBP                  | Ali Karnap                            |
| Bündnis der Nation        | Cumhuriyet Halk Partisi    | CHP                  | Kemal Kılıçdaroğlu                    |
| Bündnis der Nation        | İYİ Parti                  | İYİ Parti            | Meral Akşener                         |
| Ata İttifakı              | Adalet Partisi             | AP                   | Vecdet Öz                             |
| Ata İttifakı              | Zafer Partisi              | ZP                   | Ümit Özdağ                            |
| Unabhängige Kandidaten    |                            |                      |                                       |

## Ergebnisse

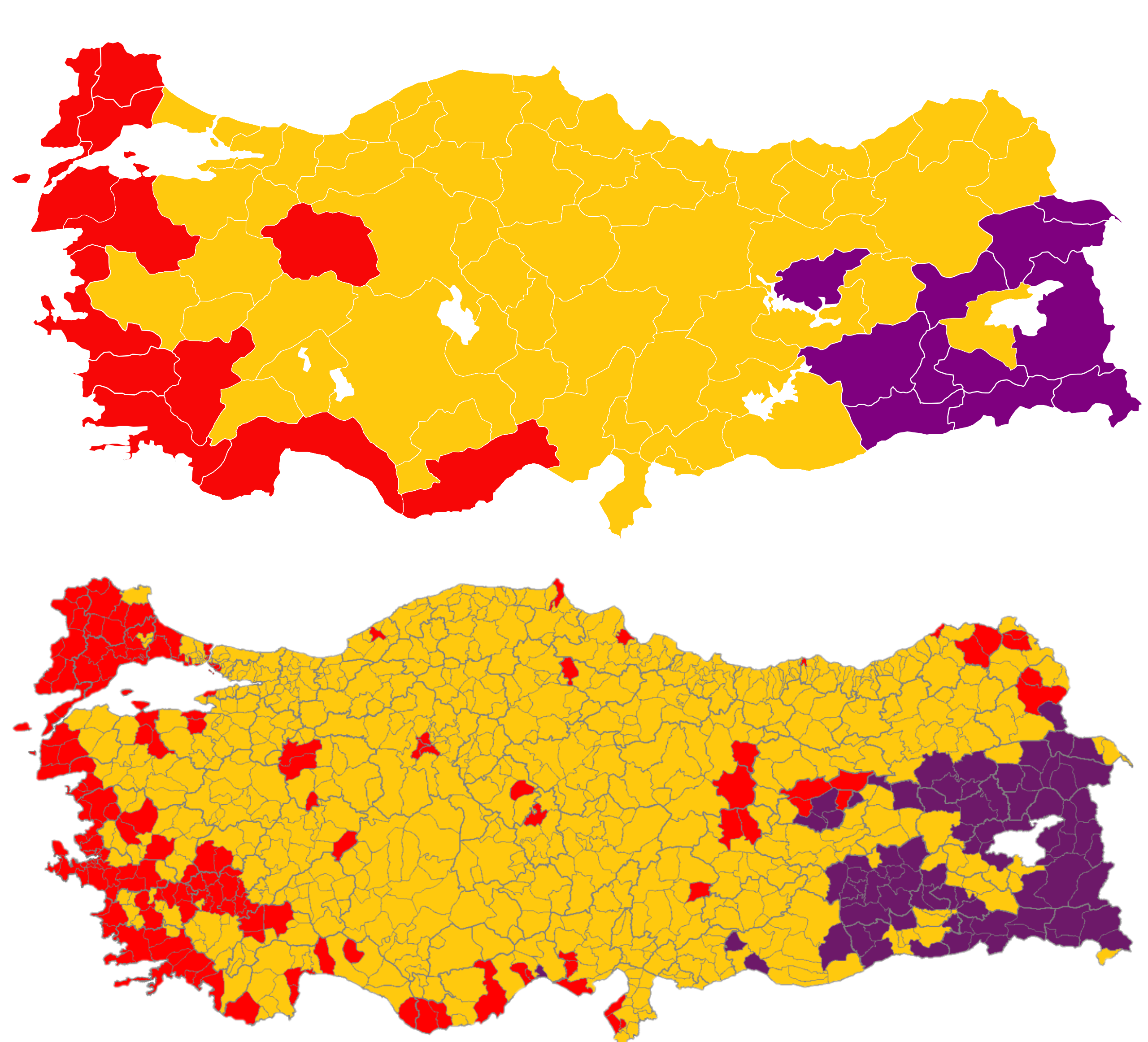
CUMHUR
MILLET
EMEK

| Bündnis                    | Bündnis               | Partei              | Stimmen    | Stimmen    | Stimmen    | Sitze  | Sitze |
| Bündnis                    | Bündnis               | Partei              | Anzahl     | %          | +/−        | Anzahl | +/−   |
| -------------------------- | --------------------- | ------------------- | ---------- | ---------- | ---------- | ------ | ----- |
|                            | CUMHUR                | AKP, MHP, YRP, BBP  | 26.934.455 | 49,50      | −4,12      | 323    | −22   |
|                            | MILLET                | CHP, IYI            | 19.063.781 | 35,04      | +1,1       | 212    | +23   |
|                            | Emek ve Özgürlük      | YSP, TIP            | 5.744.004  | 10,56      | Neu        | 65     | Neu   |
|                            | ATA                   | ZP, AP              | 1.323.893  | 2,43       | Neu        |        |       |
|                            |                       | Memleket            | 502.802    | 0,92       | Neu        |        |       |
|                            |                       | Unabhängige         | 226.873    | 0,42       |            |        |       |
|                            | SOSYALİST GÜÇ BİRLİĞİ | SOL, TKP, TKH       | 159.405    | 0,29       | Neu        |        |       |
|                            |                       | GENÇPARTİ           | 112.732    | 0,21       | Neu        |        |       |
|                            |                       | ANAP                | 65.686     | 0,12       | Neu        |        |       |
|                            |                       | VATAN               | 53.339     | 0,10       | -0,13      |        |       |
|                            |                       | Millet Partisi      | 52.382     | 0,10       | Neu        |        |       |
|                            |                       | HAK-PAR             | 42.547     | 0,08       | Neu        |        |       |
|                            |                       | AB                  | 41.086     | 0,08       | Neu        |        |       |
|                            |                       | HKP                 | 31.928     | 0,06       | Neu        |        |       |
|                            |                       | GBP                 | 27.325     | 0,05       | Neu        |        |       |
|                            |                       | Milli Yol           | 17.688     | 0,03       | Neu        |        |       |
|                            |                       | YP                  | 11.164     | 0,02       | Neu        |        |       |
| Gesamt                     | Gesamt                | Gesamt              | 55.835.895 | 100,00     | ±0         | 600    | ±0    |
| Wahlbeteiligung            | Wahlbeteiligung       | Wahlbeteiligung     | 87,05 %    | 87,05 %    | 87,05 %    |        |       |
| Registrierte Wähler        | Registrierte Wähler   | Registrierte Wähler | 64.145.504 | 64.145.504 | 64.145.504 |        |       |
| Quelle: Independent Türkce |                       |                     |            |            |            |        |       |

## Umfragen
| Erhebungszeitraum (oder Veröffentlichungsdatum) | Umfrageinstitut | Befragte       | Cumhur İttifakı | Cumhur İttifakı | Cumhur İttifakı | Cumhur İttifakı | Millet İttifakı | Millet İttifakı | Emek ve Özgürlük İttifakı | Emek ve Özgürlük İttifakı | ZP  | MP  | Sonst. |
| Erhebungszeitraum (oder Veröffentlichungsdatum) | Umfrageinstitut | Befragte       | AKP             | MHP             | YRP             | BBP             | CHP             | İYİ             | YSP                       | TİP                       | ZP  | MP  | Sonst. |
| ----------------------------------------------- | --------------- | -------------- | --------------- | --------------- | --------------- | --------------- | --------------- | --------------- | ------------------------- | ------------------------- | --- | --- | ------ |
| 9. bis 12. Mai 2023                             | Aksoy           | 4.000          | 37,2            | 6,9             | 1,2             | –               | 30,5            | 9,1             | 8,2                       | 2,0                       | 2,8 | 1,2 | 0,9    |
| 10. bis 11. Mai 2023                            | ORC             | 3.920          | 34,5            | 7,3             | –               | –               | 28,4            | 13,7            | 10,6                      | –                         | –   | –   | 5,5    |
| 9. bis 11. Mai 2023                             | Optimar         | 5.950          | 38,0            | 8,7             | 1,3             | 1,0             | 27,7            | 8,4             | 8,1                       | 2,6                       | 1,2 | 2,5 | 0,5    |
| 9. bis 10. Mai 2023                             | Yöneylem        | 2.476          | 35,5            | 7,8             | 1,1             | –               | 30,4            | 9,6             | 10,2                      | 2,6                       | 1,6 | –   | 1,2    |
| 9. bis 10. Mai 2023                             | MetroPOLL       | 2.038          | 40,3            | 5,2             | –               | –               | 30,5            | 8,6             | 10,1                      | 1,6                       | –   | 1,1 | 2,6    |
| 6. bis 9. Mai 2023                              | Türkiye Raporu  | 5.000          | 36,7            | 7,4             | 0,8             | –               | 30,6            | 10,1            | 9,1                       | 1,4                       | 1,5 | 1,1 | 1,3    |
| 5. bis 9. Mai 2023                              | ALF             | 6.000          | 35,5            | 7,8             | –               | –               | 27,8            | 12,3            | 10,8                      | –                         | –   | –   | 5,8    |
| 2. bis 8. Mai 2023                              | Bulgu           | 2.400          | 34,2            | 5,8             | 1,3             | 0,4             | 32,8            | 9,9             | 8,9                       | 1,9                       | 2,0 | 1,8 | 1,0    |
| 6. bis 7. Mai 2023                              | KONDA           | 3.480          | 35,0            | 8,0             | –               | –               | 27,5            | 12,4            | 10,5                      | 1,8                       | –   | 1,6 | 2,2    |
| 6. bis 7. Mai 2023                              | Gezici          | 3.577          | 39,1            | 6,3             | –               | –               | 29,0            | 8,0             | 9,6                       | 1,6                       | 2,5 | 2,3 | 1,6    |
| 3. bis 7. Mai 2023                              | Saros           | 8.164          | 36,6            | 6,6             | 0,7             | –               | 31,5            | 8,6             | 11,9                      | 1,3                       | 0,7 | 0,7 | 1,3    |
| 27. April bis 5. Mai 2023                       | Avrasya         | 5.600          | 35,1            | 7,9             | 1,1             | –               | 33,0            | 8,6             | 9,7                       | 1,5                       | 0,9 | 1,1 | 1,1    |
| 26. April bis 4. Mai 2023                       | MAK             | 5.750          | 36,9            | 6,6             | 1,0             | 0,7             | 30,1            | 12,6            | 10,4                      | 0,4                       | 0,4 | 0,9 | –      |
| 24. Juni 2018                                   | Parlamentswahl  | Parlamentswahl | 42,28           | 11,20           | –               | –               | 22,80           | 10,14           | 11,53                     | –                         | –   | –   | 2,07   |